# آندریا کالوجروویچ
آندریا کالوجروویچ (صربی: Andrija Kaluđerović؛ زادهٔ ۵ ژوئیهٔ ۱۹۸۷) یک بازیکن فوتبال اهل صربستان است.

## باشگاهی
از باشگاه‌هایی که در آن بازی کرده‌است می‌توان به باشگاه فوتبال بیجینگ گوان، باشگاه فوتبال ریسینگ سانتاندر، و ستاره سرخ بلگراد اشاره کرد.

## تیم ملی
وی همچنین در تیم ملی فوتبال صربستان بازی کرده است.